# Championnat de Finlande de hockey sur glace 1988-1989
Saison précédente Saison suivante
La saison 1988-1989 est la quatorzième saison de la SM-Liiga.
Le TPS Turku gagne la saison régulière puis remporte son deuxième titre après le premier obtenu lors de la création de la SM-liiga 13 ans auparavant.

## SM-liiga

### Déroulement
La saison régulière est disputée entre douze équipes qui jouent chacune 44 matchs.
Avec le passage à douze équipe, les séries reprennent le format utilisé de 1981 à 1984 : les deux premiers de la saison régulière sont qualifiés directement pour les demi-finales, les clubs classés de la troisième à la sixième place se rencontrent en quart de finale.
Les deux dernières équipes disputent des barrages contre les deux meilleures équipes de la 1. Divisioona pour déterminer qui jouera en élite la saison suivante.

### Saison régulière

#### Classement
|    | Équipe             | PJ | V  | N | D  | BP  | BC  | Diff | Pts |
| -- | ------------------ | -- | -- | - | -- | --- | --- | ---- | --- |
| 1  | TPS Turku          | 44 | 30 | 3 | 11 | 227 | 143 | +84  | 63  |
| 2  | Ilves Tampere      | 44 | 29 | 5 | 10 | 209 | 120 | +89  | 63  |
| 3  | JYP Jyväskylä      | 44 | 24 | 5 | 15 | 202 | 167 | +35  | 53  |
| 4  | Tappara Tampere    | 44 | 23 | 3 | 18 | 226 | 163 | +63  | 48  |
| 5  | KalPa Kuopio       | 44 | 24 | 1 | 19 | 188 | 195 | -7   | 49  |
| 6  | HIFK               | 44 | 22 | 4 | 18 | 163 | 159 | +4   | 48  |
| 7  | Lukko Rauma        | 44 | 22 | 1 | 21 | 187 | 185 | +2   | 45  |
| 8  | HPK Hämeenlinna    | 44 | 17 | 3 | 24 | 196 | 197 | -1   | 37  |
| 9  | KooKoo Kouvola     | 44 | 16 | 4 | 24 | 146 | 194 | -48  | 36  |
| 10 | SaiPa Lappeenranta | 44 | 15 | 1 | 28 | 171 | 247 | -76  | 31  |
| 11 | Kärpät Oulu        | 44 | 14 | 2 | 28 | 152 | 212 | -60  | 30  |
| 12 | Ässät Pori         | 44 | 13 | 3 | 28 | 165 | 227 | -62  | 29  |

#### Meilleurs pointeurs
Cette section présente les meilleurs pointeurs de la saison régulière.
| #  | Joueur          | Équipe          | PJ | B  | A  | Pts |
| -- | --------------- | --------------- | -- | -- | -- | --- |
| 1  | Raimo Summanen  | Ilves Tampere   | 44 | 35 | 46 | 81  |
| 2  | Kari Jalonen    | TPS Turku       | 44 | 18 | 56 | 74  |
| 3  | Esa Keskinen    | Lukko Rauma     | 41 | 24 | 46 | 70  |
| 4  | Luciano Borsato | Tappara Tampere | 44 | 31 | 36 | 67  |
| 5  | Jukka Vilander  | TPS Turku       | 42 | 43 | 23 | 66  |
| 6  | Dale Derkatch   | Ilves Tampere   | 44 | 36 | 30 | 66  |
| 7  | Pekka Järvelä   | Ilves Tampere   | 40 | 17 | 46 | 63  |
| 8  | Timo Susi       | Tappara Tampere | 44 | 32 | 30 | 62  |
| 9  | Pekka Peltola   | HPK Hämeenlinna | 43 | 28 | 30 | 58  |
| 10 | Teppo Kivelä    | HPK Hämeenlinna | 39 | 20 | 38 | 58  |

### Séries éliminatoires
Les quarts de finale et les demi-finales se jouent en cinq matchs, la finale en sept matchs. Le match pour la troisième place se joue en un seul match.

#### Tableau final
|  | Quarts de finale | Quarts de finale |                 |   | Demi-finales    | Demi-finales |  |  | Finale | Finale |
|  |                  |                  |                 |   |                 |              |  |  |        |        |
|  |                  |                  |                 |   |                 |              |  |  |        |        |
|  |                  |                  |                 |   |                 |              |  |  |        |        |
|  | Tappara Tampere  | 2                |                 |   |                 |              |  |  |        |        |
|  | Tappara Tampere  | 2                |                 |   |                 |              |  |  |        |        |
|  | KalPa Kuopio     | 0                |                 |   |                 |              |  |  |        |        |
|  | KalPa Kuopio     | 0                | TPS Turku       | 3 |                 |              |  |  |        |        |
|  |                  |                  | TPS Turku       | 3 |                 |              |  |  |        |        |
|  |                  |                  | Tappara Tampere | 2 |                 |              |  |  |        |        |
|  |                  |                  | Tappara Tampere | 2 |                 |              |  |  |        |        |
|  |                  |                  |                 |   |                 |              |  |  |        |        |
|  |                  |                  |                 |   |                 |              |  |  |        |        |
|  | TPS Turku        | 4                |                 |   |                 |              |  |  |        |        |
|  | TPS Turku        | 4                |                 |   |                 |              |  |  |        |        |
|  |                  | JYP Jyväskylä    | 1               |   |                 |              |  |  |        |        |
|  | JYP Jyväskylä    | JYP Jyväskylä    | 1               | 2 |                 |              |  |  |        |        |
|  | JYP Jyväskylä    |                  |                 | 2 |                 |              |  |  |        |        |
|  | HIFK             | 0                |                 |   |                 |              |  |  |        |        |
|  | HIFK             | 0                | Ilves Tampere   | 1 |                 |              |  |  |        |        |
|  |                  |                  | Ilves Tampere   | 1 | Troisième place |              |  |  |        |        |
|  |                  |                  | JYP Jyväskylä   | 3 |                 |              |  |  |        |        |
|  | Ilves Tampere    | 1                | JYP Jyväskylä   | 3 |                 |              |  |  |        |        |
|  | Ilves Tampere    | 1                |                 |   |                 |              |  |  |        |        |
|  | Tappara Tampere  | 0                |                 |   |                 |              |  |  |        |        |
|  | Tappara Tampere  | 0                |                 |   |                 |              |  |  |        |        |
|  |                  |                  |                 |   |                 |              |  |  |        |        |

#### Détail des scores
Quarts de finale
| Équipe          | Score | Équipe          |
| --------------- | ----- | --------------- |
| Tappara Tampere | 6-0   | KalPa Kuopio    |
| KalPa Kuopio    | 6-7   | Tappara Tampere |

| Équipe        | Score | Équipe        |
| ------------- | ----- | ------------- |
| JYP Jyväskylä | 4-3   | HIFK          |
| HIFK          | 2-3   | JYP Jyväskylä |

Demi-finales
| Équipe          | Score | Équipe          |
| --------------- | ----- | --------------- |
| TPS Turku       | 1-3   | Tappara Tampere |
| Tappara Tampere | 5-4   | TPS Turku       |
| TPS Turku       | 3-1   | Tappara Tampere |
| Tappara Tampere | 2-5   | TPS Turku       |
| TPS Turku       | 7-3   | Tappara Tampere |

| Équipe        | Score | Équipe        | Note               |
| ------------- | ----- | ------------- | ------------------ |
| Ilves Tampere | 4-5   | JYP Jyväskylä | Après prolongation |
| JYP Jyväskylä | 4-2   | Ilves Tampere |                    |
| Ilves Tampere | 7-4   | JYP Jyväskylä |                    |
| JYP Jyväskylä | 3-1   | Ilves Tampere |                    |

Match pour la troisième place
| Équipe        | Score | Équipe          |
| ------------- | ----- | --------------- |
| Ilves Tampere | 10-3  | Tappara Tampere |

Finale
| Équipe        | Score | Équipe        |
| ------------- | ----- | ------------- |
| TPS Turku     | 5-0   | JYP Jyväskylä |
| JYP Jyväskylä | 4-2   | TPS Turku     |
| TPS Turku     | 3-1   | JYP Jyväskylä |
| JYP Jyväskylä | 1-7   | TPS Turku     |
| TPS Turku     | 4-1   | JYP Jyväskylä |

### Trophées et récompenses
| Kanada-malja : Champion de Finlande             | TPS Turku                       |
| Trophée Kalevi-Numminen : Meilleur entraîneur   | Hannu Jortikka (TPS Turku)      |
| Trophée Jarmo-Wasama : Meilleur joueur recrue   | Pekka Peltola (HPK Hämeenlinna) |
| Trophée Matti-Keinonen : Meilleur ratio +/-     | Jukka Vilander (TPS Turku)      |
| Trophée Raimo-Kilpiö : Joueur le plus fair-play | Juha Järvenpää (TPS Turku)      |
| Trophée Urpo-Ylönen : Meilleur gardien de but   | Timo Lehkonen (TPS Turku)       |
| Trophée Pekka-Rautakallio : Meilleur défenseur  | Hannu Virta (TPS Turku)         |
| Trophée Aarne-Honkavaara : Meilleur buteur      | Jukka Vilander (TPS Turku)      |
| Trophée Veli-Pekka-Ketola : Meilleur pointeur   | Raimo Summanen (Ilves Tampere)  |

## Barrages de promotion/relégation
| Équipe           | Score | Équipe           |
| ---------------- | ----- | ---------------- |
| Kärpät Oulu      | 7-3   | Jokerit Helsinki |
| Jokerit Helsinki | 7-3   | Kärpät Oulu      |
| Kärpät Oulu      | 8-4   | Jokerit Helsinki |
| Jokerit Helsinki | 3-2   | Kärpät Oulu      |
| Kärpät Oulu      | 2-5   | Jokerit Helsinki |

| Équipe       | Score | Équipe       |
| ------------ | ----- | ------------ |
| JoKP Joensuu | 5-4   | Ässät Pori   |
| Ässät Pori   | 5-4   | JoKP Joensuu |
| JoKP Joensuu | 5-1   | Ässät Pori   |
| Ässät Pori   | 5-3   | JoKP Joensuu |
| JoKP Joensuu | 5-3   | Ässät Pori   |

Le JoKP Joensuu et le Jokerit Helsinki sont promus en SM-liiga en battant en cinq matchs chacun les clubs de l'élite finlandaise.

## 1.Divisoona
|    | Équipe                | PJ | V  | N | D  | BP  | BC  | Diff | Pts |
| -- | --------------------- | -- | -- | - | -- | --- | --- | ---- | --- |
| 1  | JoKP Joensuu          | 44 | 32 | 4 | 8  | 250 | 137 | +113 | 68  |
| 2  | Jokerit Helsinki      | 44 | 30 | 4 | 10 | 278 | 173 | +105 | 64  |
| 3  | Kiekko Espoo          | 44 | 28 | 0 | 16 | 228 | 177 | +51  | 56  |
| 4  | Kiekko-Reipas Lahti   | 44 | 25 | 2 | 17 | 215 | 175 | +40  | 52  |
| 5  | FoPS Forssa           | 44 | 26 | 0 | 18 | 277 | 241 | +36  | 52  |
| 6  | Karhu-Kissat Helsinki | 44 | 22 | 1 | 21 | 220 | 216 | +4   | 45  |
| 7  | Ketterä Imatra        | 44 | 21 | 2 | 21 | 216 | 250 | -34  | 44  |
| 8  | KooVee Tampere        | 44 | 19 | 4 | 21 | 214 | 211 | +3   | 42  |
| 9  | Sport Vaasa           | 44 | 17 | 3 | 24 | 250 | 228 | +22  | 37  |
| 10 | TuTo Turku            | 44 | 17 | 2 | 25 | 204 | 233 | -29  | 36  |
| 11 | Peliitat Heinola      | 44 | 8  | 1 | 35 | 156 | 325 | -169 | 17  |
| 12 | SaPKo Savonlinna      | 44 | 6  | 3 | 35 | 140 | 282 | -142 | 15  |

Le JoKP Joensuu et le Jokerit Helsinki  disputent les barrages d'accession à la SM-liiga.